# ユルゲン・クルツ

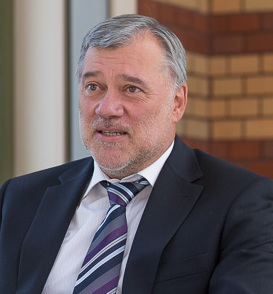
ポツダム気候影響研究所にて

ユルゲン・クルツ（Jürgen Kurths, 1953年3月11日 - ）はドイツの物理学者・数学者。ポツダム気候影響研究所(PIK) 分野横断的研究部門長、フンボルト大学ベルリン教授、アバディーン大学・キングスカレッジの複雑系・数理生物学研究所において主任教授を務める。研究分野は主に非線形科学と複雑系、およびその地球科学、生理学、システム生物学と工学への応用である。特に非線形振動子の同期現象に関する研究で知られる。

## 経歴
ロストック大学で数学を学ぶ。1983年に東ドイツ科学アカデミーで学位を取得し、1991年にロストック大学で理論物理学の教授資格を取得。 ドイツ統一後の1991年、東ドイツ出身の少数の研究者をマックスプランク協会で新たに設立された研究グループのディレクターとするプログラムで選ばれ、非線形動力学に関する国際的に有名なグループを作り上げる。
1994年、ポツダム大学の理論物理学/非線形動力学グループの教授となり、
同大学理学部長を務める (1996-1999年)。同大学の Interdisciplinary Centre for Dynamics of Complex Systems (1994年設立、2008年まで所属) およびLeibniz-Kolleg Potsdam
の設立に、ディレクターとして貢献した。2008年、PIKの再編により地球科学に複雑系的視点から研究を行うための新たな部門が設立されたことにともない、同研究所に招聘された。また同年、フンボルト大学ベルリン物理学科・非線形動力学分野の教授に就任した。2009年よりアバディーン大学の複雑系・数理生物学研究所において主任教授を務める。

## 研究
キャリア初期における時系列解析とその太陽・恒星運動の解析への応用の研究を通じ、80年代からクルツの研究の興味は複雑系とカオス理論へ向けられた。クルツの研究業績として特筆されるのはカオス位相同期現象の発見、再帰性、コヒーレンス共鳴、複雑性と因果性の指標、複雑ネットワーク上の動力学と安定性に関する研究などが挙げられる。その後、複雑系理論の、地球科学、脳、循環器系などの複雑な非線形系に応用する研究が開始される。
クルツは、国際的に多くの共同研究者を持つ事でも知られており、約20か国出身の60人を超える博士を育て、そのうちおよそ30人はテニュアポジションを得ている。また、500本を超える論文と8冊の本を執筆している。特に、主著 "Synchronization" は非線形系の同期現象に関する入門書として有名であり、日本語にも翻訳されている。
また、CHAOS, Philosoph.Trans. Royal Soc. A, PLoS ONE, Europ. J. Physics ST, J. Nonlinear Science and Nonlinear Processes in Geophysics, Springer Series Complexityなど、10を超える論文誌の編集者を務めている。
上述のように、多くの国際的非線形動力学の研究グループやヨーロッパ地球科学連合非線形過程部会長を務め、今日の複雑系科学において指導的立場にある。またEUやドイツ研究振興協会の大きなプロジェクトを組織し、2011年からはDFGとブラジル間の複雑ネットワーク教育プログラムを開催している。

## 受賞歴ほか
- アメリカ物理学会フェロー (1999)
- アレクサンダー・フォン・フンボルト賞 (2005)
- Academia Europaea メンバー(2010)
- Macedonian Academy of Sciences and Arts メンバー(2012)
- 名誉博士号 (Lobachevsky University、Chernishevsky University）
- 名誉教授（ポツダム大学）
- 客員教授（東南大学）
- Lewis Fry Richardson Medal of the European Geosciences Union （2013）[3]

## 著作
- J. Kurths, A. Voss, P. Saparin, Quantitative Analysis of Heart Rate Variability, CHAOS 5, 88-94 (1995).
- M.G. Rosenblum, A.S. Pikovsky and  J. Kurths,  Phase Synchronization of Chaotic Oscillators, Phys. Rev. Lett. 76, 1804-1807 (1996).
- A.S. Pikovsky and J. Kurths, Coherence Resonance in a Noise-Driven Excitable System, Phys. Rev. Lett. 78, 775-778 (1997).
- C. Schäfer, M.G. Rosenblum,  J. Kurths and H. Abel,  Heartbeat synchronized with ventilation, Nature 392, 239-240 (1998).
- A. Pikovsky, M. Rosenblum and  J. Kurths,  Synchronization: A Universal Concept in Nonlinear Sciences (Cambridge University Press, 2001): 邦訳『同期理論の基礎と応用 数理科学、化学、生命科学から工学まで 』 徳田功 訳、丸善、ISBN 978-4621081891.
- S. Boccaletti,  J. Kurths, G. Osipov, D. Valladares and C. Zhou, The Synchronization of Chaotic Systems, Phys. Rep. 366, 1-101 (2002).
- C.S. Zhou, A.E. Motter and  J. Kurths,  Universality in the Synchronization of Weighted Random Networks, Phys. Rev. Lett. 96, 034101 (2006).
- N. Marwan, M. Romano, M. Thiel and  J. Kurths,  Recurrence Plots for the Analysis of Complex Systems, Phys. Rep. 438, 240-329 (2007).
- P. van Leeuwen, D. Geue, M. Thiel, D. Cysarz, S. lange, M. Romano, N. Wessel,  J. Kurths and D. Grönemeier, Influence of paced maternal breathing on fetal-maternal heart rate coordination, Proc. Nat. Acad. Sc. U.S.A. 106, 13661-13666 (2009) (incl. a commentary about).
- J. Donges, N. Marwan, Y. Zou and  J. Kurths,  The backbone of the climate network, Europhys. Lett. 87, 48007 (2009).
- Ye Wu, Changsong Zhou, Jinghua Xiao, Jürgen Kurths, and Hans Joachim Schellnhuber., PNAS 2010 107 (44) 18803-18808 (2010).
- Menck, P.J., Heitzig, J., Marwan, N., Kurths, J.: How basin stability complements the linearstability paradigm, Nature Physics 9, 89-92 (2013).